# Valdštajnija
Valdštajnija (lat. Waldsteinia), biljni rod trajnica iz porodice ružovki raširen po po dijelovima Europe, Azije i Sjeverne Amerike. Rod je prethodno bio izdvojen iz roda Geum, a nedavno opet uključen u njega
U Hrvatskoj raste jedna vrsta, bubrežastosrcasta valdštajnija ili 
Waldsteinia geoides (danas Geum geoides)

## Vrste
1. Waldsteinia fragarioides (Michx.) Tratt.
2. Waldsteinia geoides Willd.
3. Waldsteinia idahoensis Piper
4. Waldsteinia lobata (Baldwin) Torr. & A.Gray
5. Waldsteinia tanzybeica Stepanov
6. Waldsteinia ternata (Stephan) Fritsch